# Persone di nome Branko
| Questa pagina contiene informazioni ricavate automaticamente dalle voci biografiche con l'ausilio del template Bio e di un bot. L'aggiornamento è periodico e automatico e ricostruisce completamente la pagina. Se manca una persona in questa lista, sei pregato di non aggiungerla, ma accertati piuttosto che la sua voce biografica contenga il template Bio e che i dati anagrafici siano correttamente compilati. Se il template Bio manca, inseriscilo tu stesso o, in alternativa, metti l'avviso {{tmp\|Bio}} che ne segnala la mancanza. Se i dati riportati sono sbagliati, correggi direttamente la voce biografica; le modifiche saranno visibili in questa lista entro pochi giorni. Per chiarimenti vedi il progetto antroponimi. La lista contiene solo le 57 persone che sono citate nell'enciclopedia e per le quali è stato implementato correttamente il template Bio. Pagina aggiornata al 16 ott 2024. |

Questa è una lista di persone presenti nell'enciclopedia che hanno il prenome Branko, suddivise per attività principale.

## Agenti segreti(1)
- Branko Vukelić, agente segreto jugoslavo (Osijek, n. 1904 - Tokyo, † 1945)

## Allenatori di calcio(6)
- Branko Brnović, allenatore di calcio e ex calciatore montenegrino (Titograd, n. 1967)
- Branko Horjak, allenatore di calcio e ex calciatore sloveno (n. 1951)
- Branko Ivanković, allenatore di calcio e ex calciatore jugoslavo (Čakovec, n. 1954)
- Branko Karačić, allenatore di calcio e ex calciatore croato (Vinkovci, n. 1960)
- Branko Oblak, allenatore di calcio e ex calciatore sloveno (Lubiana, n. 1947)
- Branko Zebec, allenatore di calcio e calciatore jugoslavo (Zagabria, n. 1929 - Zagabria, † 1988)

## Allenatori di pallacanestro(1)
- Branko Maksimović, allenatore di pallacanestro serbo (Belgrado, n. 1974)

## Ammiragli(1)
- Branko Mamula, ammiraglio e politico jugoslavo (Vrginmost, n. 1921 - Teodo, † 2021)

## Astrologi(1)
- Branko, astrologo e personaggio televisivo italiano (Capodistria, n. 1944)

## Attori(1)
- Branko Đurić, attore, regista e cantante bosniaco (Sarajevo, n. 1962)

## Calciatori(23)
- Branko Bošković, ex calciatore montenegrino (Bačka Topola, n. 1980)
- Branko Grahovac, ex calciatore bosniaco (Gradiška, n. 1983)
- Branko Ilič, ex calciatore sloveno (Lubiana, n. 1983)
- Branko Jelić, ex calciatore serbo (Banja Luka, n. 1977)
- Branko Jovičić, calciatore serbo (Raška, n. 1993)
- Branko Kralj, calciatore jugoslavo (Zagabria, n. 1924 - Zagabria, † 2012)
- Branko Kraljević, calciatore jugoslavo (Castelnuovo, n. 1939 - Zagabria, † 2015)
- Branko Lazarević, ex calciatore serbo (Gračanica, n. 1984)
- Branko Mihajlović, calciatore serbo (Belgrado, n. 1991)
- Branko Miljuš, ex calciatore jugoslavo (Tenin, n. 1960)
- Branko Ostojić, calciatore serbo (Goražde, n. 1984)
- Branko Pauljević, calciatore serbo (Kusić, n. 1989)
- Branko Pleše, calciatore jugoslavo (Delnice, n. 1915 - Zagabria, † 1980)
- Branko Rašović, calciatore jugoslavo (Podgorica, n. 1942 - Belgrado, † 2024)
- Branko Rezar, calciatore e allenatore di calcio jugoslavo (Zagabria, n. 1932 - Neuchâtel, † 2020)
- Branko Riznić, calciatore serbo (Larissa, n. 1999)
- Branko Savić, ex calciatore serbo (Pančevo, n. 1972)
- Branko Smiljanić, ex calciatore e allenatore di calcio serbo (Belgrado, n. 1957)
- Branko Stinčić, calciatore jugoslavo (Zagabria, n. 1922 - Zagabria, † 2001)
- Branko Strupar, ex calciatore croato (Zagabria, n. 1970)
- Branko Topalović, ex calciatore jugoslavo (Čazma, n. 1944)
- Branko Vrgoč, calciatore croato (Osijek, n. 1989)
- Branko Zupan, ex calciatore sloveno (n. 1964)

## Cestisti(11)
- Branko Cvetković, ex cestista serbo (Gračanica, n. 1984)
- Branko Jereminov, ex cestista serbo (Pančevo, n. 1987)
- Branko Jorović, ex cestista e allenatore di pallacanestro serbo (Čačak, n. 1981)
- Branko Lazić, cestista serbo (Loznica, n. 1989)
- Branko Miletić, ex cestista jugoslavo (n. 1932)
- Branko Milisavljević, ex cestista e allenatore di pallacanestro serbo (Užice, n. 1976)
- Branko Mirković, ex cestista e dirigente sportivo serbo (Belgrado, n. 1982)
- Branko Radović, cestista e allenatore di pallacanestro jugoslavo (Ragusa, n. 1933 - Spalato, † 1993)
- Branko Sinđelić, ex cestista serbo (Zemun, n. 1974)
- Branko Skroče, ex cestista jugoslavo (Zara, n. 1955)
- Branko Vukičević, ex cestista jugoslavo (Belgrado, n. 1961)

## Hockeisti su ghiaccio(1)
- Branko Radivojevič, hockeista su ghiaccio slovacco (Piešťany, n. 1980)

## Kickboxer(1)
- Branko Cikatić, kickboxer, thaiboxer e artista marziale misto croato (Spalato, n. 1955 - Salona, † 2020)

## Matematici(1)
- Branko Grünbaum, matematico croato (Osijek, n. 1929 - Seattle, † 2018)

## Mezzofondisti(1)
- Branko Zorko, ex mezzofondista croato (Čakovec, n. 1967)

## Pallamanisti(1)
- Branko Štrbac, ex pallamanista serbo (Herceg Novi, n. 1957)

## Pallanuotisti(1)
- Branko Peković, pallanuotista serbo (Belgrado, n. 1979)

## Politici(3)
- Branko Crvenkovski, politico macedone (Sarajevo, n. 1962)
- Branko Kostić, politico montenegrino (Cettigne, n. 1939 - Podgorica, † 2020)
- Branko Mikulić, politico jugoslavo (Gornji Vakuf-Uskoplje, n. 1928 - Sarajevo, † 1994)

## Produttori cinematografici(1)
- Branko Lustig, produttore cinematografico croato (Osijek, n. 1932 - Zagabria, † 2019)

## Scrittori(2)
- Branko Ćopić, scrittore jugoslavo (n. 1915 - † 1984)
- Branko Radičević, scrittore serbo (Slavonski Brod, n. 1824 - Vienna, † 1853)